# Mainz-Kastel

Ortseingangsschild bis 2006
Heute

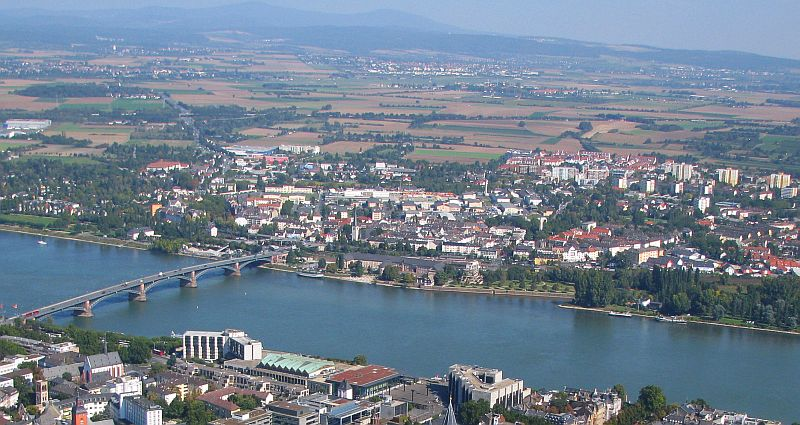
Luftbild von Mainz-Kastel

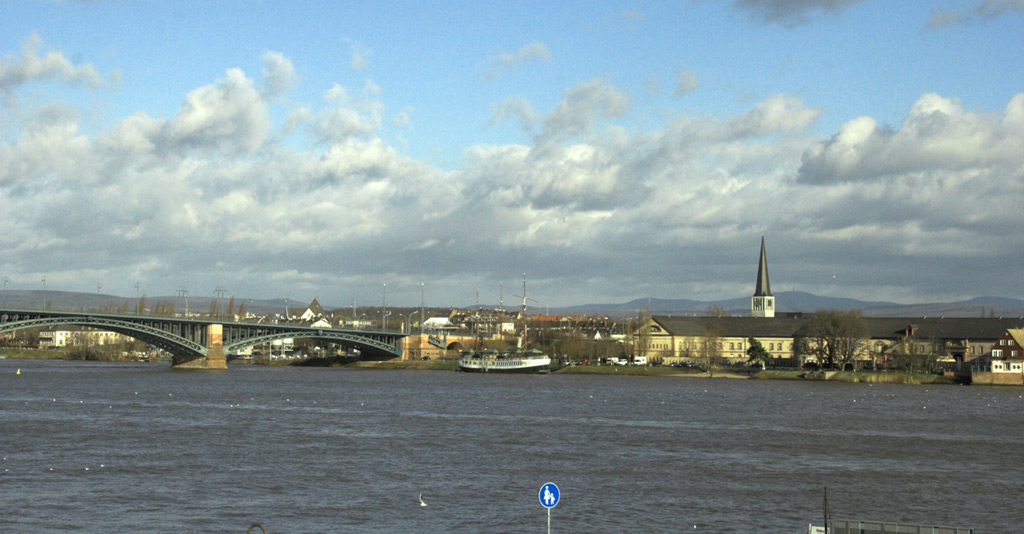
Mainz-Kastel von Mainz aus gesehen

Mainz-Kastel ist ein Ortsbezirk der hessischen Landeshauptstadt Wiesbaden.
Kastel liegt als historischer Brückenkopf der rheinland-pfälzischen Landeshauptstadt Mainz auf dem rechten Rheinufer gegenüber der Mainzer Altstadt und ist mit dieser durch eine Straßenbrücke verbunden. Kastel liegt rund einen Kilometer unterhalb der heutigen Mündung des Mains in den Rhein. Kastel gehörte in seiner langen Geschichte wiederholt zu Mainz, formal eingemeindet wurde es am 1. April 1908. Am 25. Juli 1945 wurde Kastel den Grenzen der Besatzungszonen nach dem Zweiten Weltkrieg folgend (Kastel lag in der amerikanischen, Mainz in der französischen Besatzungszone) auf Anordnung der amerikanischen Besatzungsmacht der „treuhänderischen Verwaltung“ durch die Stadt Wiesbaden unterstellt und gehört seitdem zur hessischen Landeshauptstadt.
An den Grenzen der Besatzungszonen orientierten sich dann auch die neu gegründeten bzw. formierten Bundesländer, so dass Kastel als Wiesbadener Stadtteil zu Hessen gehört. Kastel war einer der sechs rechtsrheinischen Stadtteile von Mainz, die auf diese Weise von Mainz getrennt wurden. In drei Stadtteilen (neben Kastel auch noch in Amöneburg und Kostheim) ist dies bis heute Gegenstand teilweise heftiger lokalpatriotischer Debatten (siehe hierzu auch: AKK-Konflikt). Viele Kasteler fühlen sich nicht als Wiesbadener, sondern tendieren nach Mainz, was abgesehen von der administrativen Zugehörigkeit auch der Lebenswirklichkeit entspricht, da die Wiesbadener Innenstadt rund 10 km entfernt liegt, die Mainzer dagegen direkt auf der anderen Rheinseite. Wie 1945 zwischen den beiden Oberbürgermeistern aus Mainz und Wiesbaden in einem Vierzehn-Punkte-Papier vereinbart, behielten die drei Wiesbaden zugeordneten Stadtteile (Amöneburg, Kastel und Kostheim) den Namensbestandteil „Mainz-…“. Ein Kuriosum sind die Ortseingangsschilder, auf denen „Landeshauptstadt Wiesbaden Stadtteil Mainz-Kastel“ zu lesen ist (siehe Bilder und Artikel AKK-Konflikt). Andererseits fühlen sich viele Bewohner als Hessen (auch Mainz gehörte von 1816 bis 1945 zum Großherzogtum Hessen bzw. Volksstaat Hessen, vgl. Rheinhessen) und können sich mit Rheinland-Pfalz nicht identifizieren.

## Geologie
Kastel liegt im Rheintal und hat in Richtung Fort Biehler eine natürliche Erhebung in Form einer Rheinterrasse. Der Boden in Kastel gilt allgemein als sehr fruchtbar, nach einigen Metern stößt man in der Ebene meist auf meterdicke Sandschichten.

## Nachbarstadtteile, Nachbargemeinde
Kastel grenzt mit Landgrenzen an die Nachbarstadtteile Amöneburg, Kostheim, Delkenheim und Erbenheim sowie mit einer Flussgrenze im Rhein an die Stadt Mainz.

## Geschichte

### Römische Zeit

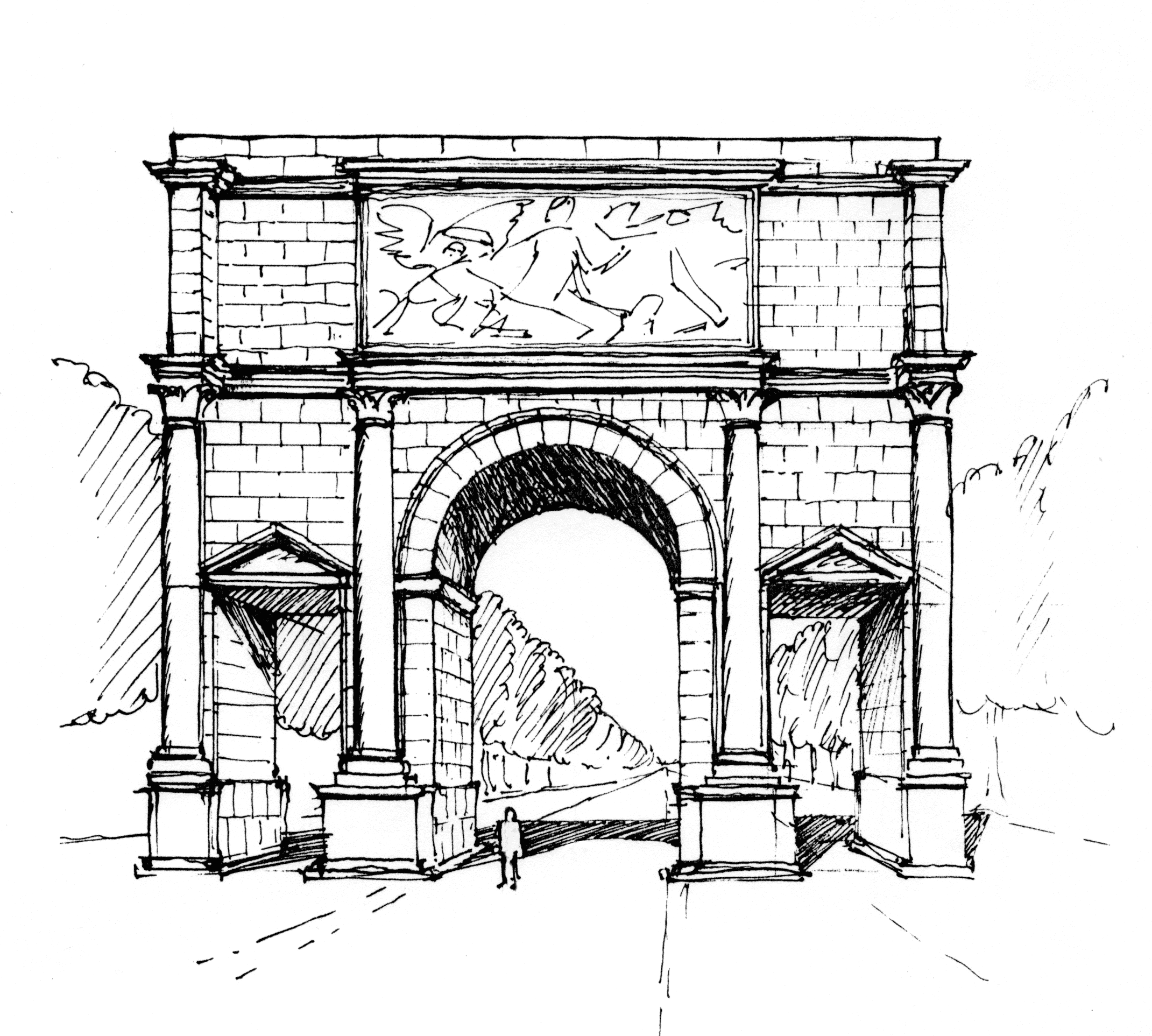
Rekonstruktionsversuch: Der römische Ehrenbogen in Kastel (erbaut zwischen 18. n. Chr. und 43 n. Chr.)

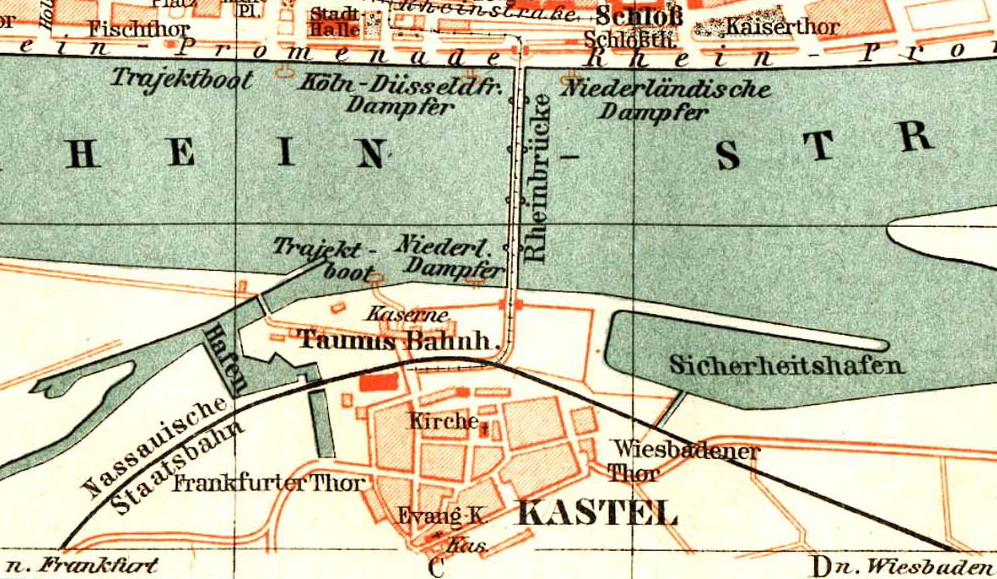
Kastel auf einem Stadtplan von 1893. Taunusbahn, Rheinbrücke und Häfen machten Kastel zu einer Verkehrsdrehscheibe.

In Kastel befindet sich der nördlichst gelegene römische Ehrenbogen, der bisher gefunden wurde. Wahrscheinlich wurde er zu Ehren des Germanicus nach dessen Tod 19 n. Chr. errichtet. Eine Karte von 1645 zeigt in der Gegend von Kastel allerdings ein „Traiani munumentum“, bezieht sich also auf den römischen Kaiser Trajan. Ob es sich dabei um dasselbe Bauwerk handelt, ist unklar, ebenso fehlt bisher ein eindeutiger Beweis, für wen der Ehrenbogen wirklich errichtet wurde.
Die Gründung von Kastel datiert in etwa auf das Jahr 11 v. Chr., zu dieser Zeit wurde von den Römern eine Pontonbrücke über den Rhein errichtet und der rechtsrheinische Brückenkopf mit einem Kastell (Castellum Mattiacorum, Kastell im Land der Mattiaker) befestigt. Die Holzkonstruktion wurde um 71 n. Chr. durch eine Steinbrücke ersetzt, die bis etwa 406 n. Chr. benutzbar war. Die älteste Stadtansicht von Mogontiacum und Castellum Mattiacorum ist auf dem ca. 300 n. Chr. hergestellten sogenannten Lyoner Bleimedaillon zu sehen, das 1862 in der Sâone bei Lyon gefunden wurde. Auf Kasteler Gemarkung (im Bereich des heutigen Gewerbegebietes Petersweg Ost) gab es auch eine große Villa rustica. Daneben existierte etwas abseits des eigentlichen Kastells in der 2. Hälfte des 2. Jahrhunderts kurzzeitig ein hölzernes Kastell (vermutlich ein Übungskastell), das im Sommer 2009 ausgegraben wurde. An der ehemaligen römischen Heerstraße wurden 1896 zwei römische Leugensteine gefunden.

### Mittelalter
Eine kurzzeitige Wiederherstellung der Rheinbrücke durch Karl den Großen wurde bereits um 813 n. Chr. durch einen Brand vernichtet. Die Altstraßen Via Regia nach Wismar und die Antsanvia nach Eisenach beginnen in Kastel. Erst ein Jahrtausend später führte wieder eine Brücke von Kastel aus zur direkt gegenüberliegenden Mainzer Altstadt, das heutige Exemplar heißt Theodor-Heuss-Brücke und ist Teil der Bundesstraßen 40 und 455. Durch die Jahrhunderte hat sich aber der Name „Steinern Straße“ erhalten, der auf die von den Römern angelegte gepflasterte Straße verweist und deren Straßenverlauf noch heute weitgehend mit dem ursprünglichen Weg übereinstimmen dürfte; in anderen Gemarkungen wird diese Straße auch Elisabethenstraße genannt.
Im Mittelalter hatte Kastel eher eine unbedeutende Rolle. Es wurde mehrmals niedergebrannt.

### Neuzeit
Im Jahre 1666 wurde über die Hälfte der Kasteler Bevölkerung von der Pest dahingerafft. Um die katholische Kirche „St. Georg“ wurde eine sogenannte Pestmauer zur Eindämmung der Seuche gebaut. Dahinter wurden Kranke betreut und Verstorbene rund um das Gotteshaus bestattet.

Rekonstruierte Pestmauer von 1666 an der Rathausstraße in Mainz-Kastel

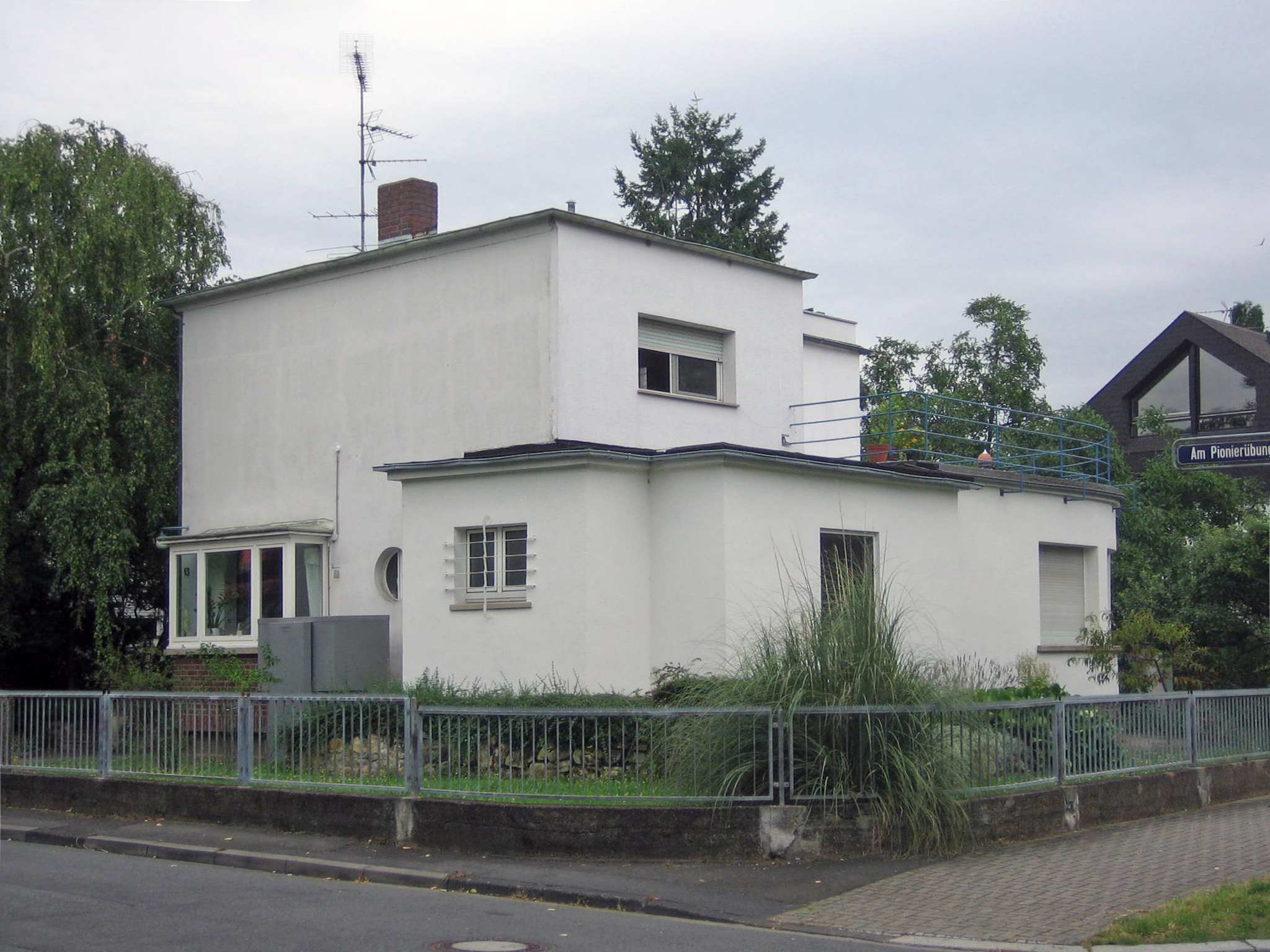
Bauhausstil am ehemaligen Pionierübungsplatz

Kastel wurde in den Jahren ab 1792 als Brückenkopf von der französischen Revolutionsarmee unter General Custine, später von Napoleon, erstmals wieder seit der Römerzeit militärisch befestigt und ab 1816 als Festung von Österreich und Preußen weiter ausgebaut (Bundesfestung Mainz, Fort Großherzog von Hessen). Mainz gehörte seit 1803 zum Gerichtsbezirk des Friedensgerichts Mainz I. Dieses wurde 1879 durch das Amtsgericht Mainz abgelöst.
Mit einem Abtretungsvertrag über Kastel und Kostheim von 1806 zwischen Napoleon und dem Fürsten von Nassau-Usingen fiel Kastel an Frankreich. Kastel gehörte nun zum Gerichtsbezirk des Friedensgerichts Mainz II. Dieses wurde 1879 durch das Amtsgericht Mainz abgelöst.
Nach der Belagerung von Mainz 1814 wurde Kastel ab 18. Mai erstmals vom Mainzer Bürgermeister Franz Freiherr Gedult von Jungenfeld als Kreisdirektor verwaltet. Kastel erhielt 1839 Anschluss an eine der ersten deutschen Eisenbahnen, die Taunusbahn von Frankfurt am Main über Höchst und Kastel nach Wiesbaden. Kastel war nach 1866 Garnison der Kgl. Preußischen Armee. Hier befand sich in der noch heute existierenden Mudra-Kaserne das 2. Nassauische Pionier-Bataillon Nr. 25. Weiter waren in der ehemaligen Erzherzog-Wilhelm-Kaserne das Kurhessische Pionier-Bataillon Nr. 11 und das 1. Nassauische Pionier-Bataillon Nr. 21, in der Artilleriekaserne Teile des 2. Nassauischen Feldartillerie-Regiment Nr. 63 „Frankfurt“ und des 1. Nassauischen Feldartillerie-Regiments Nr. 27 und in der Reduit das 2. Nassauische Infanterie-Regiment Nr. 88 sowie in der Gersdorff-Kaserne zwei Bataillone des Füsilier-Regiments „von Gersdorff“ Nr. 80 stationiert. Durch den zwischen Preußen und Hessen-Darmstadt geschlossenen Friedensvertrag vom 3. September 1866 wurden „sämmtliche[...] nördlich des Mains gelegenen Gebietstheile[...]“ Hessen-Darmstadts, also auch Kastel und Kostheim, im Unterschied zum linksrheinischen Kreis Mainz, Teil des Norddeutschen Bundes, der dann 1871 im Deutschen Reich aufging.
Nach dem Abschluss eines Eingemeindungsvertrages wurde die damalige selbständige Stadt Kastel am 1. April 1908 zu einem Stadtteil von Mainz und im Jahr 1945 wegen der Grenzziehung der Besatzungszonen durch die amerikanischen Behörden der Stadt Wiesbaden zur Verwaltung zugeordnet.
Kastel wurde am 8. und 9. September 1944 fast vollständig durch britische und amerikanische Bomberangriffe zerstört. Das eigentliche Hauptangriffsziel, das „Heereszeugamt“ In der Witz, wurde dabei ebenfalls getroffen. Die Engländer betrachteten die Zerstörungen des Versorgungsdepots als Teilerfolg. Die Hauptlast der Bomben war aber witterungsbedingt in den alten Ortskern gefallen und richtete dort große Schäden an. Die Zahl der Toten wurde nach dem Angriff am 8. September 1944 mit ca. 430 beziffert.
Heute besteht Kastel nicht mehr nur aus dem alten Ortskern rund um die Mainzer Straße und den Häusern entlang des Rheins, sondern hat sich über das 21 ha große und noch immer militärisch genutzte „AFEX-Gelände“ (Air Forces Europe Exchange) im Norden des Ortskerns hinaus entwickelt. Die größten Neubaugebiete sind mit den Krautgärten und An der Helling erst seit Mitte der 1990er Jahre entstanden.

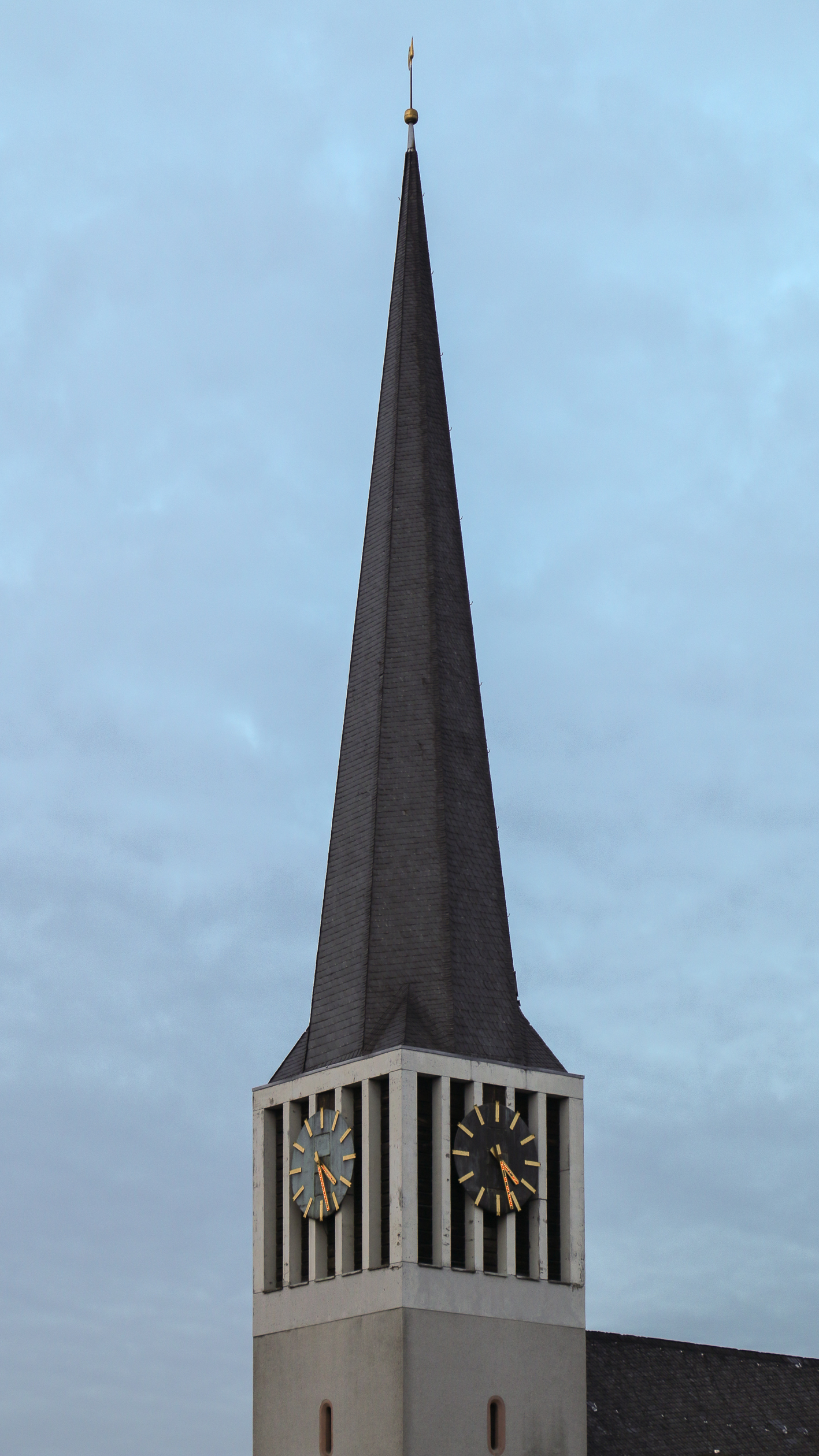
Der Turm der Kirche St. Georg dominiert die Silhouette von Kastel

Als frühere Ortsnamen sind auch Kassel, Cassel, Casel, Caßel oder Castel überliefert.

### Religionen
Vor dem Hintergrund der historischen Entwicklung sind die katholischen Christen stark vertreten, wobei sich seit den 1860er-Jahren eine evangelische Gemeinde etabliert hat. Kastel verfügt über eine katholische und eine evangelische Kirche sowie in den Krautgärten über ein katholisches Gemeindezentrum.
Mainz-Kastel ist Sitz der europäischen Erzdiözese der Alten Kirchen des Ostens.
Entsprechend dem Bevölkerungsanteil von 30,7 Prozent an Ausländern gibt es diverse weitere Religionszugehörigkeiten, wobei die Muslime die nächstgrößte Gruppe nach den Katholiken und Protestanten darstellen. Die nächste Moschee befindet sich unweit der Grenze im Nachbarstadtteil Kostheim.

### Einwohnerentwicklung
Nach der letzten veröffentlichten Statistik des Amtes für Wahlen, Statistik und Wahlforschung war Kastel zu Jahresbeginn 2013 die Heimat von 12.409 Menschen in 5.843 Haushalten. Seit 2003 ist Kastel damit um rund 900 Personen gewachsen.

## Politik

### Wahlergebnisse zum Ortsbeirat
Seit 1972 wird im Rahmen der Kommunalwahlen in Hessen auch der Ortsbeirat des Ortsbezirkes Mainz-Kastel gewählt. Die einzelnen Wahlergebnisse sind nachfolgend zusammengestellt.
- SPD: 4
- AUF AKK: 5
- CDU: 4
- FDP: 2

|      | CDU  | SPD  | AUF AKK | FDP  | REP | Wahlbeteiligung |
| ---- | ---- | ---- | ------- | ---- | --- | --------------- |
| 2021 | 23,7 | 30,2 | 33,0    | 10,4 | –   | 34,5            |
| 2016 | 25,6 | 38,1 | 25,6    | 10,6 | –   | 35,8            |
| 2011 | 28,0 | 44,0 | 21,6    | 6,3  | –   | 33,5            |
| 2006 | 31,0 | 42,4 | 17,7    | 4,8  | 4,2 | 33,8            |
| 2001 | 28,9 | 39,7 | 20,8    | 3,0  | 7,5 | 44,6            |
| 1997 | 27,1 | 40,0 | 28,6    | 2,9  | –   | 56,1            |
| 1993 | 27,4 | 41,9 | 24,8    | 6,0  | –   | 60,0            |
| 1989 | 30,7 | 50,7 | 12,6    | 6,0  | –   | 66,9            |
| 1985 | 33,6 | 50,2 | 8,4     | 7,8  | –   | 63,4            |
| 1981 | 43,6 | 46,1 | 0,0     | 10,3 | –   | 63,2            |
| 1977 | 44,9 | 47,4 | 0,0     | 7,7  | –   | 67,3            |
| 1972 | 36,7 | 57,6 | 0,0     | 6,7  | –   | 72,5            |

Daraus ergab sich jeweils folgende Sitzverteilung:
|      | CDU | SPD | AUF AKK | FDP | REP | Gesamt |
| ---- | --- | --- | ------- | --- | --- | ------ |
| 2021 | 4   | 4   | 5       | 2   | –   | 15     |
| 2016 | 4   | 6   | 4       | 1   | –   | 15     |
| 2011 | 4   | 7   | 3       | 1   | –   | 15     |
| 2006 | 5   | 6   | 3       | 1   | –   | 15     |
| 2001 | 4   | 6   | 3       | 1   | 1   | 15     |
| 1997 | 4   | 6   | 5       | –   | –   | 15     |
| 1993 | 3   | 4   | 3       | 1   | –   | 11     |
| 1989 | 3   | 6   | 1       | 1   | –   | 11     |
| 1985 | 5   | 8   | 1       | 1   | –   | 15     |
| 1981 | 6   | 7   | –       | 2   | –   | 15     |
| 1977 | 7   | 7   | –       | 1   | –   | 15     |
| 1972 | 5   | 9   | –       | 1   | –   | 15     |

### Ortsvorsteher
Ortsvorsteher ist seit der Kommunalwahl 2021 erneut Hartmut Bohrer (AUF AKK).
| Zeit                 | Name                | Partei  |
| -------------------- | ------------------- | ------- |
| 1977 – November 1978 | Joachim Schäfer     | CDU     |
| Dezember 1978–1982   | Gregor Wesser-Krell | FDP     |
| März 1982–1991       | Bernhard Borg       | SPD     |
| 1991–1993            | Rose-Marie Künz     | SPD     |
| 1993–1997            | Heinz-Erich Krone   | CDU     |
| 1997–2001            | Hartmut Bohrer      | AUF AKK |
| 2001–2006            | Heinz-Erich Krone   | CDU     |
| 2006–2011            | Margot Schäfer      | SPD     |
| 2011–2021            | Christa Gabriel     | SPD     |
| 2021-                | Hartmut Bohrer      | AUF AKK |

### Wappen
Blasonierung: „In Blau eine siebenrippige silberne Muschel.“
Die Muschel im Kasteler Wappen ist auf eine Jakobsbruderschaft zurückzuführen. Ein großer Jakobsweg aus dem Osten des Reiches traf in Kastel auf den Rhein, da hier durch die Brücke Gelegenheit zum Überqueren des Flusses war. Im 17. Jahrhundert wurde diese Wappendarstellung erstmals, damals noch mit dem Mainzer Rad, verwendet.

## Kultur und Sehenswürdigkeiten

### Museen
In der Reduit ist das Museum Castellum der Gesellschaft für Heimatgeschichte Kastel e. V. beheimatet, ebenso ist der römische Ehrenbogen in der Großen Kirchenstraße nahe der katholischen Pfarrkirche St. Georg, zu besichtigen. In der „Bastion Schönborn“, nahe der Reduit, befindet sich das Kasteler Flößermuseum.

### Kulturelle Besonderheiten
Erwähnenswert sind in Kastel die diversen Karnevalsvereine, von denen der KCK einer der vier Ausrichter der Fernsehsitzung ist, die alljährlich am Freitag vor dem Fastnachtswochenende bundesweit ausgestrahlt wird. Zudem finden jedes Jahr, meist in der zweiten August-Hälfte, die „AKK-Kulturtage“ statt, in deren Rahmen viele kleinere kulturelle Veranstaltungen, oft auch mit lokalem Bezug bzw. von lokalen Künstlern, angeboten werden. Des Weiteren findet jährlich in Mainz-Kastel das „Meeting of Styles“ statt, auf dem sich Graffiti-Sprayer aus aller Welt treffen.

### Bauwerke
Auffällig in Kastel sind die von der Theodor-Heuss-Brücke aus gut sichtbare katholische Pfarrkirche St. Georg sowie die nicht ganz so offensichtliche, dafür architektonisch polarisierende Kirche der evangelischen Erlösergemeinde.

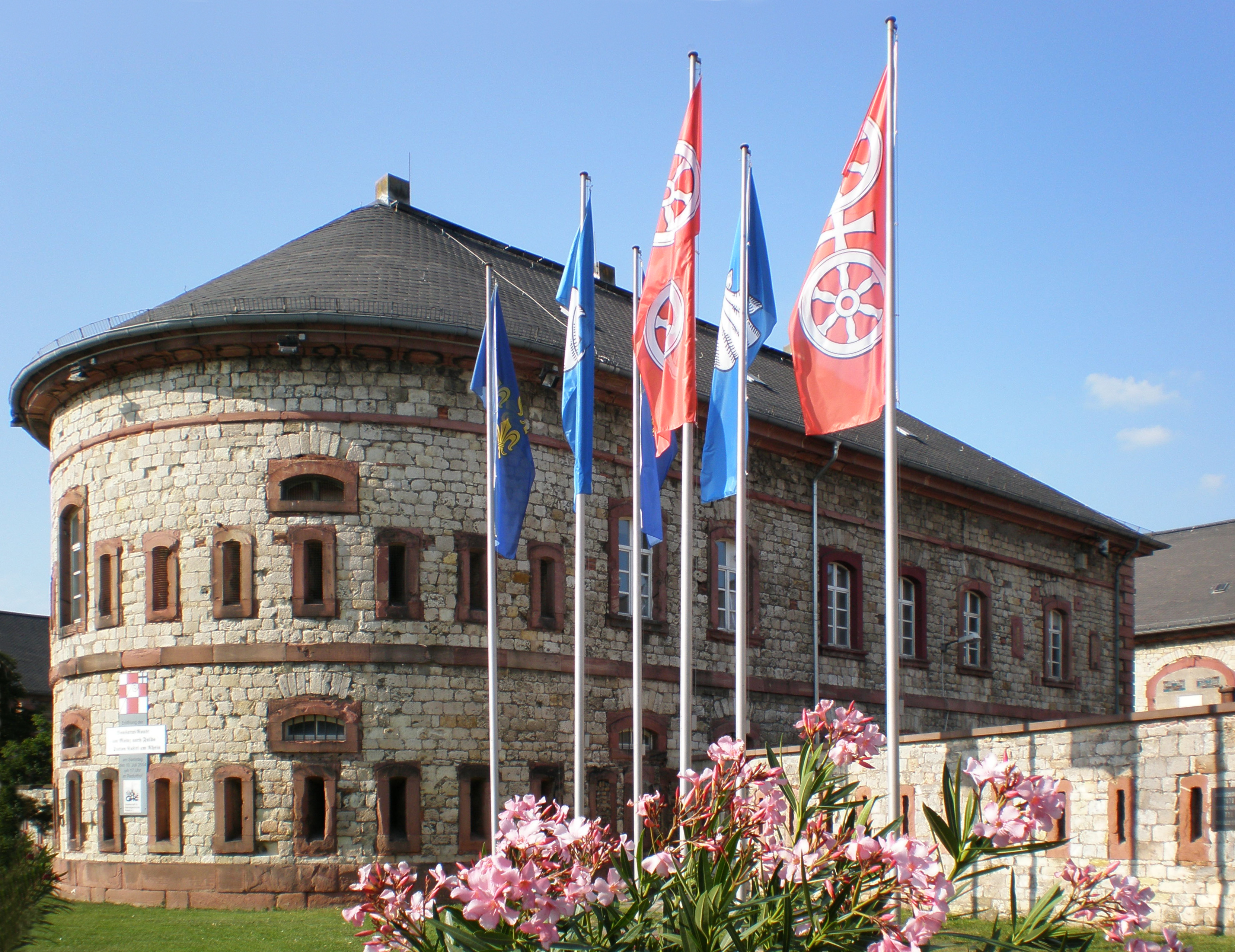
Reduit

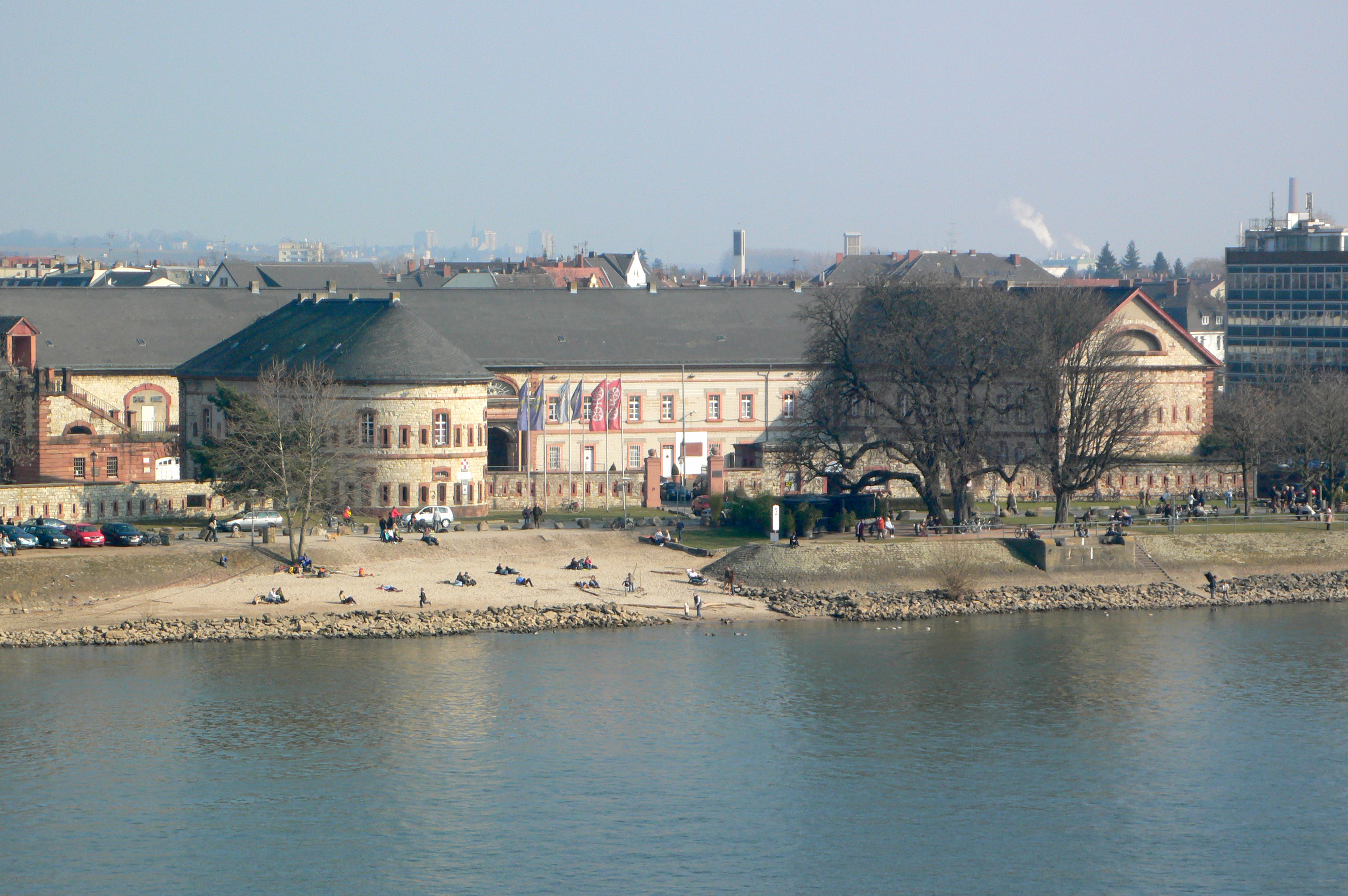
Die Reduit von der Theodor-Heuss-Brücke aus betrachtet

Am Rheinufer liegt die „Rundumverteidigungsanlage“ Reduit, die 1830 bis 1832 zur Sicherung der schwimmenden Brücke über den Rhein als Festung des Deutschen Bundes erbaut worden war. Die Schiffsbrücke war vom Mainzer Kurfürsten Johann Philipp von Schönborn nach dem Ende des Dreißigjährigen Krieges erbaut worden. Nach diesem wurde eine dem Flankenschutz dienende Verstärkung der Festung benannt: die Bastion von Schönborn.
Im Norden Kastels, an der Boelckestraße nahe der Siedlung „Fort Biehler“, liegt der von 1492 bis 1497 auf Anordnung des Mainzer Erzbischofs Berthold von Henneberg errichtete Wartturm der Erbenheimer Warte, ein Rundturm mit einem spitzen Steindach und Pechnasen, der zur ehemaligen Mainzer Landwehr gehörte, die zum Schutz vor Überfällen räuberischer Banden angelegt worden war und „Castel“ mit Gräben und ehemals vier Warttürmen umgab.
In unmittelbarer Nähe des Wartturms liegt die ehemalige Festung „Fort Biehler“. Diese wurde von 1880 bis 1884 zunächst unter dem Namen „Fort Petersberg“ erbaut und war etwa halb so groß wie der alte Ortskern von Kastel. Nach dem Ersten Weltkrieg wurde das Gebiet von den Franzosen übernommen und 1930 an die Firma Dyckerhoff verkauft. Die Firma Dyckerhoff überließ Teile des Forts der Stadt Mainz, damit Erwerbslose die Bauten abbrechen und sich daraus Häuser bauen konnten – größere Teile der Häuser der heutigen Siedlung bestehen aus diesem Bruchmaterial. Nach dem Zweiten Weltkrieg wurde das Gelände von der amerikanischen Besatzungsmacht übernommen, welche große Teile des Areals zuschütten ließ. Das Gelände befindet sich heute im Besitz der Bundesrepublik Deutschland und wird gelegentlich für Katastrophenschutzübungen genutzt, es ist der Öffentlichkeit bis heute nicht zugänglich.

### Sport
In den frühen 1980er Jahren wurde Kastel durch die FVgg. Kastel 06 auch im sportlichen Bereich überregional bekannt.
Kastel bietet aufgrund der Lage am Rhein gute Wassersportmöglichkeiten in der Kasteler Ruder- und Kanu-Gesellschaft 1880 e. V. (Ruderrennsport, Ruderwandersport, Kanurennsport, Kanuwandersport, Tennis, Camping). Erwähnenswert sind die beiden benachbarten Vereine TG Kastel 1886/54 und TSG Kastel 1846. Bei der TG Kastel hat sich neben der Abteilung für Leichtathletik und Turnen – bei der Leichtathletik nahmen sowohl 2014 als auch 2015 Sportler des Vereins an den Deutschen Mehrkampfmeisterschaften teil – eine starke Handballabteilung entwickelt, während die TSG Kastel heute vor allem durch den starken Fußballbereich charakterisiert wird.

### Regelmäßige Veranstaltungen
In der „fünften Jahreszeit“ finden stets diverse Sitzungen der Karnevalsvereine statt, wobei der Höhepunkt am Fastnachtssamstag auf der Erstürmung der (in Kostheim gelegenen) Ortsverwaltung und dem anschließenden Umzug durch Kastel und Kostheim liegt (in den letzten Jahren wurden stets rund 10.000 Zuschauer geschätzt, wobei im Jahr 2011 mehr als 20.000 Besucher gezählt wurden). Im Sommer findet (meist im Juni) das Kasteler Rasselfest statt, zum Martinstag der traditionelle Laternenumzug und zu Nikolaus auf dem Ratsherrenplatz in den Krautgärten der Nikolausmarkt.
Seit 2008 findet zudem gegen Ende des Jahres (Ende November/Anfang Dezember) das Adventsdorf in der Reduit statt.

## Wirtschaft
In Kastel selbst befinden sich keine großen Industriebetriebe. Weit über die Kasteler Grenzen hinaus bekannt ist jedoch die Metro, ein Großmarkt der gleichnamigen Firma, der ausschließlich an gewerbliche Kunden verkauft. Kastel ist zudem Hauptsitz des Logistikers Frankenbach. Daneben existieren diverse kleine und mittlere Firmen in Kastel, außerdem wird seit vielen Jahren das Gewerbegebiet Petersweg entwickelt, wo sich neben etlichen Betrieben auch – ein gewisses Paradoxon, da Kastel postalisch über Mainz versorgt wird – das „Wiesbadener“ (PLZ 65…) Briefzentrum angesiedelt hat.

### Medien
In Kastel befindet sich seit 1980 der Sender Mainz-Kastel, ein abgespannter Sendemast des SWR für die Verbreitung von UKW-Programmen, seit der Fertigstellung eines Neubaus im Jahre 2014 mit einer Höhe von 170 Metern.

### Öffentliche Einrichtungen
In Kastel ist die Wiesbadener Feuerwache 2 der Berufsfeuerwehr beheimatet, die durch die verkehrstechnisch günstige Lage neben AKK auch den gesamten südlichen Bereich Wiesbadens schnell erreichbar macht. Ebenfalls in Kastel war lange Zeit das 2. Polizeirevier (im Gebäude der ehemaligen Ortsverwaltung „In der Witz“) beheimatet, wurde aber im Sommer 2013 wegen massiver räumlicher Enge nach Kostheim verlagert. Kastel verfügt außerdem über ein Bürgerhaus, in welchem sich auch die örtliche Stadtteilbibliothek befindet.

### Bildung
In Kastel besteht neben der Gustav-Stresemann-Schule mit ihrer Außenstelle der Pavillonschule, seit dem Schuljahr 2022/23 die Bertha-von-Suttner-Schule als zweite eigenständige Grundschule. Daneben bestehen – allerdings auf Kostheimer Gemarkung liegend – die Krautgartenschule (Grundschule), deren Schulbezirk aber ebenfalls Kasteler Gebiet beinhaltet, und die Wilhelm-Leuschner-Schule (Integrierte Gesamtschule).

## Verkehr

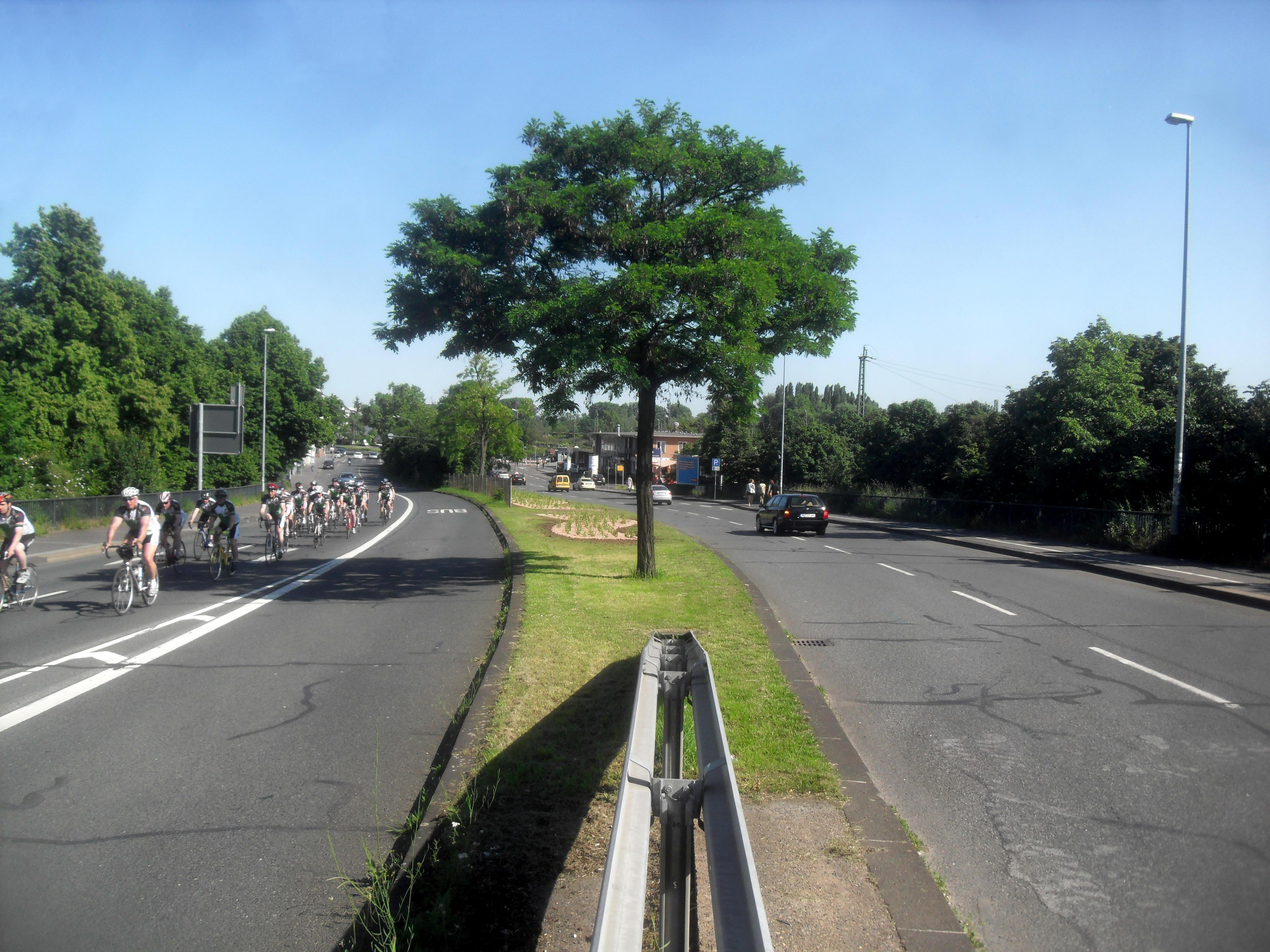
Die Bundesstraße 40 in Mainz-Kastel

### Straßen
Kastel liegt verkehrsgünstig an den Bundesstraßen 40, 43 und 455, verfügt über die Autobahn 671 als Quasi-Umgehungsstraße und ist durch die Nähe zu den überregionalen Autobahnen 60 und 66 auch von den internationalen Verbindungen der Autobahnen 3 und 5 gut zu erreichen. Im Zuge der Bundesstraße 40 liegt auch ein Ende der Theodor-Heuss-Brücke nach Mainz in Kastel. Dies führt im Bereich der Boelckestraße (B 455) als Verbindung zwischen der Mainzer Innenstadt und den Autobahnen 671 und 66 sowie Wiesbadens durch die hohe Verkehrsdichte und häufige Staus zu einer hohen Belastung der Bevölkerung in diesem Bereich, während das übrige Kastel von den guten Verbindungen profitiert.

### Fahrradverkehr
Kastel ist an den Rheinradweg angeschlossen, welcher als eine der europäischen EuroVelo-Routen von der Quelle bis zur Mündung des Rheins verläuft.

### Eisenbahn
Bereits im Jahr 1839 erreichte die Taunus-Eisenbahn Mainz-Kastel. Zunächst wurde im März 1840 der Abschnitt nach Wiesbaden in Betrieb genommen, die Betriebsaufnahme auf der gesamten Strecke nach Frankfurt erfolgte im April 1840. Ab 1861 stellte das Trajekt Mainz–Kastel zwei Jahre lang den Eisenbahnverkehr nach Mainz sicher, bevor die Südbrücke errichtet wurde. Die Strecke der Taunus-Eisenbahn durch Kastel ist das Bindeglied zwischen der rechten Rheinstrecke, die überwiegend durch Güterverkehr genutzt wird, und den Güterbahnhöfen im Frankfurter Raum sowie in Bischofsheim. Die Taktfrequenz der Züge ist dabei so hoch, dass die Strecke in das Lärmsanierungsprogramm des Bundes aufgenommen wurde, im Dezember 2009 begannen Arbeiten zur Errichtung von Lärmschutzwänden auf einem großen Abschnitt zwischen dem Kasteler Bahnhof und der kreuzenden Strecke der Mainzer Umgehungsbahn (in Richtung Bahnhof Wiesbaden Ost). Mit dem geplanten Bau der Verbindungskurve Igelstein könnte es zu einer teilweisen Verlagerung des Güterverkehrs kommen.

### Öffentlicher Personennahverkehr
Neben der Eisenbahn war Kastel früher auch durch die Wiesbadener Straßenbahn nach Mainz sowie durch die Straßenbahn von Mainz nach Kostheim erschlossen. Heute verkehren auf Kasteler Gemarkung vier Buslinien (6, 9, 28 und 33), die von ESWE Verkehr und Mainzer Verkehrsgesellschaft (MVG) gemeinsam betrieben werden und die Mainz und Wiesbaden verbinden. Weiterhin verkehren die MVG-Linien 55 und 57, die von Mainz kommend ausschließlich Kastel und/oder Kostheim bedienen, drei MVG-Linien (54, 56 und 58), die von Mainz kommend durch Kastel weiter nach Kostheim und Gustavsburg in Richtung Bischofsheim und Ginsheim fahren, sowie eine Linie (68), die die MVG gemeinsam mit der ORN betreibt und die von Hochheim über Kostheim, Kastel und Mainz nach Budenheim fährt.
Im Nachtverkehr gibt es neben der Linie 6, die auch tagsüber betrieben wird, noch je eine Linie der ESWE Verkehr (N7 von Wiesbaden Innenstadt über Erbenheim nach Kostheim) und der MVG (91 von Finthen über Mainz Hbf nach Bischofsheim). In den Nächten von Freitag auf Samstag und vor Sonn- und Feiertagen verkehrt außerdem die MVG-Disco-Linie 99 von Mainz Hbf zur Diskothek „Euro Palace“ im Gewerbegebiet Peter-Sander-Straße.

### Schifffahrt
Seit der Einstellung der Fährschiffe nach Mainz und der Aufgabe der Flößerei auf dem Main (wobei der Floßhafen neben der Maaraue weitgehend zu Kostheim gehörte) hat Kastel für die Schifffahrt keine Bedeutung mehr. Im Zuge einer Umgemarkung Mitte der 1990er gelangte auch die auf der Spitze der Maaraue liegende Wasserschutzpolizeistation nach Kostheim, so dass Kastel auch diesbezüglich keine Bedeutung mehr hat.

## Natur

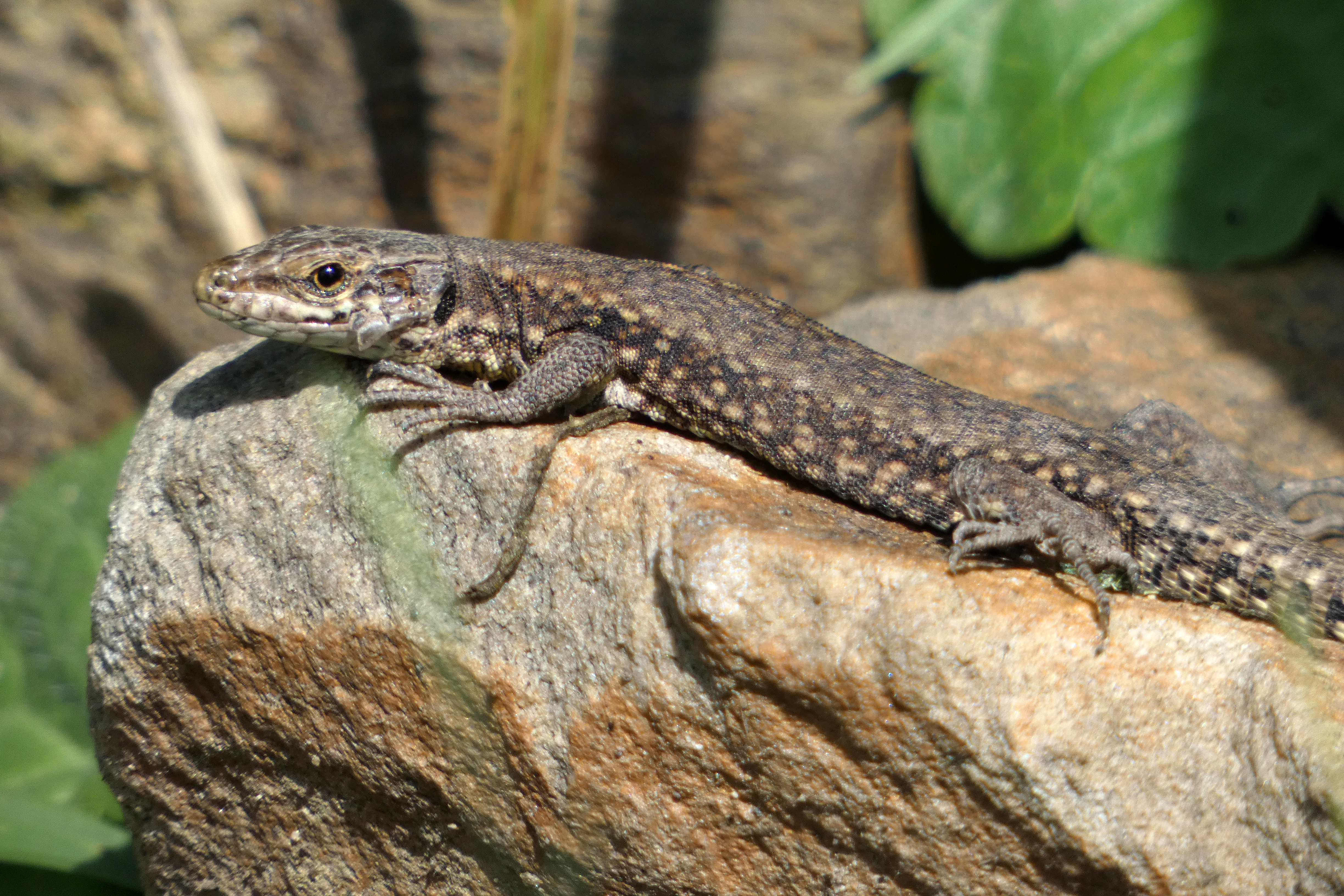
Streng geschützte Mauereidechse im Cyperus Naturpark

Der Cyperus Naturpark auf dem Petersberg beherbergt eine der bedeutendsten Populationen der streng geschützten Mauereidechse in Hessen und in Rheinlandpfalz. Auf dem Gelände von etwa 17.000 m² mit seinen zahlreichen Teichen finden sich darüber hinaus viele geschützte Amphibien wie die Gelbbauchunke und die seltene Schwarze Ringelnatter. Der Baumbestand und die verschiedenen Freiflächen ziehen seltene Insekten und Pflanzen an. Seit 1924 wird das Gelände vom Cyperus 1901 e. V. (Verein für Aquarien-, Terrarienkunde und Naturschutz) ehrenamtlich betreut. Auf dem Ursprungsgelände hat sich 1973  neben dem Cyperus Naturpark ein kleiner Tierpark mit der Eigenbezeichnung „tierparkastel“ gegründet, der „in familiärer Atmosphäre Haustiere zum Ansehen, Anfassen und Streicheln“ zeigt. Er wird vom Verein zur Erhaltung und Förderung des Tiergartens Mainz-Kastel e. V. ehrenamtlich betreut. Beide Vereine arbeiten in der AG Biotop Petersberg für den Erhalt der Natur in dem Gebiet.
Nach §14 Hessisches Naturschutzgesetz genießt Das Wäldchen am Fort Biehler den besonderen Schutz eines „flächenhaften Naturdenkmals“.

## Kuriosum
In Mainz-Kastel ist das Briefzentrum für den postalischen Bereich 65 (Wiesbaden) angesiedelt, obwohl Kastel selbst zur postalischen Region 55 (Region Mainz mit Sitz in Mainz-Hechtsheim) gehört. Damit liegt das Briefzentrum 65 außerhalb seines eigenen Zuständigkeitsbereiches, denn Kastel und Kostheim bekommen die Post aus Mainz. Aus diesem Grund gibt es für Sendungen an das Briefzentrum mit der 65212 auch eine eigene Postleitzahl, damit diese Sendungen nicht den Umweg über Mainz machen. Der Nachbarstadtteil Mainz-Amöneburg ist hingegen der postalischen Region 65 angegliedert und bedient sich auch der Wiesbadener Vorwahl 0611.

## Persönlichkeiten

### Söhne und Töchter der Stadt
- Rolf Braun (1929–2006), deutscher KCK-Fastnachter und Sitzungspräsident
- Adolphus Busch (1839–1913), Anheuser-Busch, Braumeister
- Adam Diehl (1810–1880), Schauspieler
- Lorenz Diehl (1871–1948), Politiker, Generalsekretär der Zentrumspartei im Großherzogtum Hessen
- Kurt Flasch (* 12. März 1930), deutscher Philosophiehistoriker, spezialisiert auf die Philosophie der Spätantike und des Mittelalters
- Philipp Haas (1854–1903), Redakteur und Politiker
- Oskar Heinroth (1871–1945), Zoologe, Begründer der vergleichenden Verhaltensforschung
- Bruno Hübner (* 1961), deutscher Fußballfunktionär
- Horst Janson (1935–2025), deutscher Schauspieler
- Heinrich Kempf (1814–1852), Landschafts- und Porträtmaler der Düsseldorfer Schule
- Jean Krämer (1886–1943), deutscher Architekt
- Edith Schultze-Westrum (1904–1981), deutsche Schauspielerin
- Wilhelm Westenberger (1903–1980), deutscher Politiker (CDU), Justizminister von Rheinland-Pfalz
- Fritz Wichert (1878–1951), Kunsthistoriker, Direktor von Kunsthallen und Kunsthochschulen

### Persönlichkeiten, die vor Ort gewirkt haben
- Edmund Heusinger von Waldegg (1817–1886), Erfinder des Durchgangswagens[28]
- Pascal Hens (* 1980), deutscher Handball-Nationalspieler